# لفراش (أولاد زيد)
لفراش هو دُوَّار يقع بجماعة أولاد سيدي علي بن يوسف، إقليم الجديدة، جهة الدار البيضاء سطات في المملكة المغربية. ينتمي الدوّار لمشيخة أولاد زيد التي تضم 29 دوار. يقدر عدد سكانه بـ 556 نسمة حسب الإحصاء الرسمي للسكان والسكنى لسنة 2004.

## روابط خارجية
- البوابة الوطنية للجماعات الترابية نسخة محفوظة 12 مارس 2018 على موقع واي باك مشين.
- المندوبية السامية للتخطيط